# El-Sayed Nosseir
El-Sayed Mohamed Nosseir (31 de agosto de 1905, em Tanta – 23 de novembro de 1977) foi um halterofilista egípcio.
Ele ganhou medalha de ouro nos Jogos Olímpicos de Amsterdã em 1928, na categoria até 82,5 kg, aos 22 anos, e foi o primeiro campeão olímpico do Egito.
Ganhou ouro nos campeonatos europeus de 1930 e 1931, na categoria acima de 82,5 kg.
Definiu sete recordes mundiais ao longo sua carreira — três no arranque e quatro no arremesso, nas categorias até 82,5 kg e acima de 82,5 kg (não limitado).